# Raúl García Zárate
Raúl García Zárate (Ayacucho, 12 de diciembre de 1931-Lima, 29 de octubre de 2017) fue un abogado y concertista de guitarra de música andina peruano.

## Biografía
Nació el 12 de diciembre de 1931 en la ciudad de Ayacucho. Hijo de Dionisio García Medina y Silvia Zárate Palomino.
Fue abogado de profesión por la Universidad Nacional Mayor de San Marcos, trabajador del Poder Judicial con 25 años de servicio. No obstante, fue músico autodidacta con más de 60 años aun no se detuvo y siguió con su trayectoria artística, especialmente en los años 1970 cuando se dedicó por completo. Formó el "Duo Hermanos García Zárate" con su hermano Nery García Zárate (†1980).
Falleció en el Hospital Edgardo Rebagliati Martins, el 29 de octubre del 2017 por una neumonía. Sus restos fueron velados en la Sala Nasca del Museo de la Nación.

## Concertista
Interpretó la guitarra desde la edad de ocho años y ofreció su primer recital a los doce años en su tierra natal.
Como concertista participó en diferentes festivales internacionales de guitarra, en los cuales ha compartido con destacados concertistas, realizados en países como: Francia, Alemania, España, Austria, Bélgica, Suiza, Hungría, Estados Unidos, Cuba, Venezuela, México, Finlandia, Paraguay, Colombia, Argentina, Chile y Ecuador. Realizó grabaciones discográficas desde 1966 en el Perú, México, Alemania, Francia, Argentina, Estados Unidos y Japón.
Reconocido por el Instituto Nacional de Cultura como “Patrimonio Cultural Vivo del Perú”, recibió de la Presidencia de la República del Perú la Condecoración de la Orden al Mérito por Servicios Distinguidos en el Grado de Gran Cruz y la Condecoración de la Orden del Servicio Civil del Estado en el Grado de Comendador; El Ministerio de Educación del Perú reconoció su labor cumplida en bien de las actividades artísticas condecorándolo con Las Palmas Magisteriales en el Grado de Amauta y reconoció también su aporte extraordinario a la cultura y al arte popular con la Condecoración de Las Palmas Artísticas en el Grado de Maestro; El Consejo de la Medalla de Honor del Congreso de la República del Perú, acordó conceder la condecoración de la Medalla de Honor, en el Grado de Oficial y de la misma manera condecorado por El Senado de La República del Perú con el Grado de Comendador. El Instituto Nacional de Cultura le entregó la condecoración de la Orden de la Cultura Peruana; así mismo fue designado como “Hombres de este Siglo” en el Capítulo de Artistas y Creadores 2000, y fue elegido en el año 2008 entre los 100 personajes latinoamericanos que más han influido en la cultura latinoamericana, promovida por la organización promotora de la Capital Americana de la Cultura y Antena 3 Internacional; además ha recibido diferentes distinciones y homenajes de las municipalidades, colegios profesionales, medios de comunicación y universidades del país y del extranjero.
Fue designado como miembro del Consejo Nacional de Cultura, Vicepresidente del Consejo Peruano de la Música, Miembro Titular de la Confederación Andina de Artistas y Artesanos Populares, Miembro del Consejo Consultivo de la Escuela Nacional Superior de Folklore “José María Arguedas”, Socio fundador del Centro de Defensa y Apoyo al Folklore del Instituto Riva Agüero de la Universidad Católica, Profesor Honorario del Conservatorio Nacional de Música y de la Universidad Ricardo Palma, Presidente Honorario de la Asociación de Guitarristas de América – GUIA, Presidente Honorario y Fundador de la Asociación Peruana de la Guitarra, Miembro del Comité Asesor del Festival Internacional de Guitarra del ICPNA y Miembro del Comité de Honor de la “Fiesta de la Música 2008”.
Ha ofrecido conciertos de guitarra en diferentes países como Ecuador, Colombia, Bolivia, Chile, Venezuela, Argentina, Estados Unidos, México, Paraguay, Uruguay, Cuba, España, Francia, Hungría, Bélgica, Suiza, Alemania, Finlandia, Suecia, Noruega, Japón, China, y en todos los principales teatros, universidades, emisoras radiales y canales de televisión de todo el Perú
Se han editado y publicado sus arreglos para guitarra en Alemania y en el Perú; así como también la realización de diferentes documentales, grabaciones de marcos musicales y sincronizaciones para películas y/o documentales nacionales y extranjeras, asimismo diferentes realizaciones de programas especiales para la televisión peruana y europea.

## Condecoraciones
Recibió las condecoraciones de la Orden del Servicio Civil en el Grado de Comendador, Las Palmas Magisteriales en el Grado de Amauta y otras al mérito otorgadas por El Senado de la República, el Ministerio de Justicia, el Ministerio de Educación, la Municipalidad de Lima, la Universidad de San Marcos, el Colegio de Abogados de Lima, el Instituto Nacional de Cultura y otros.
Fue profesor honorario del Conservatorio Nacional de Música, fundador de la Asociación Peruana de Guitarra, del cual fue su primer Presidente y en el 2007 fue su Presidente Honorario.
Se han editado y publicado sus arreglos para guitarra en Alemania y en el Perú. Realizó grabaciones discográficas desde 1966 en el Perú, México, Alemania, Francia, Argentina y los Estados Unidos.

### En el Perú
- Premio Nacional de Folklore Kuntur
- Palmas Artísticas
- Orden del Servicio Civil del Estado
- Orden Andrés Reyes
- Municipalidad Provincial del Callao
- Municipalidad Provincial de Huamanga
- Patrimonio Cultural Vivo
- Club Departamental de Ayacucho
- La Orden al Mérito por Servicios Distinguidos
- Patrimonio Cultural Vivo del Perú
- Orden El Sol del Perú en el grado de Gran Cruz.

## Discografía
- 1966 Ayacucho LP - Sono Radio, Lima

- 1968 Una guitarra LP - Sono Radio, Lima

- 1969 Homenaje a Ayacucho LP - Sono Radio, Lima

- 1970 Recital de guitarra LP - Sono Radio, Lima

- 1971 Raúl García, guitarra peruana LP - Discos Pueblo, México

- 1972 Raúl García y su guitarra andina LP - Sono Radio, Lima

- 1973 La Pampa y La Puna LP - Sono Radio, Lima

- 1979 Recital folklórico LP con la Orquesta de Cámara dirigida por Enrique Lynch - Sono Radio, Lima

- 1982 Festival sudamericano de guitarra II Festival Horizonte 82, Berlín / LP - Alemania

- 1983 Mi guitarra andina LP - CBS, Lima

- 1985 Guitarra sentimental LP - CBS, Lima

- 1989 Perú, guitarra CD - ASPIC, Suiza y Francia

- 1997 Festival guitarras del mundo 96 CD (varios intérpretes) - EPSA Music, Argentina

- 1997 Guitarra del Perú CD - García Zárate Producciones, Miami

- 1998 Festival de guitarras del mundo 97 CD (varios intérpretes) - EPSA Music, Argentina

- 1999 World Network vol. 44: Perú - A mi patria CD (varios intérpretes) - WDR, Alemania

- 1999 Música y cantos del Perú. Grabaciones de campo de René Villanueva CD (varios intérpretes) - Discos Pueblo, México

- 2000 Guitarra del Perú andino CD - García Zárate Producciones, Miami

- 2001 El alma de la guitarra peruana CD - JVC World Sounds, Japón

### Como integrante del Dúo Hermanos García Zárate
- 1966 Más música de Ayacucho LP - Sono Radio, Lima

- 1967 Canto y guitarra de Ayacucho LP - Sono Radio, Lima

- 1968 Así cantan los Hermanos García LP - Sono Radio, Lima

- 1969 Ayacucho musical LP - Sono Radio, Lima

- 1971 Mi huamanga LP - Sono Radio, Lima

- 1972 Qori Kinto LP - Sono Radio, Lima

- 1974 Te acordarás de mí LP - Sono Radio, Lima

- 1975 Sentimiento morochuco LP - Sono Radio, Lima

- 1976 Mis recuerdos LP - Sono Radio, Lima

- 1978 Puro sentimiento LP - Sono Radio, Lima

### Recopilaciones
- 1989 Lo mejor de Raúl García Zárate, Vol. I CST - Discos Independientes, Lima

- 1990 Lo mejor de Raúl García Zárate, Vol. II CST - Discos Independientes, Lima

- 1991 15 éxitos de oro CD - Discos Independientes, Lima

- 1993 La guitarra andina del Perú CD - Discos Independientes, Lima

- 1995 Serie especial de grandes éxitos, Vol. I CST - Discos Independientes, Lima

- 1995 Serie especial de grandes éxitos, Vol. II CST - Discos Independientes, Lima

- 1995 Serie especial de grandes éxitos, Vol. III CST - Discos Independientes, Lima

- 2001 Éxitos Vol. I CD - Raúl García Zárate Producciones, Lima

### Como primera guitarra
- 1974 Ruegos, Trío Yanahuara LP - Sono Radio, Lima
- 1973 Mi Huancavelica, Dúo Las Hermanitas Sánchez LP - Sono Radio, Lima